# Kebab

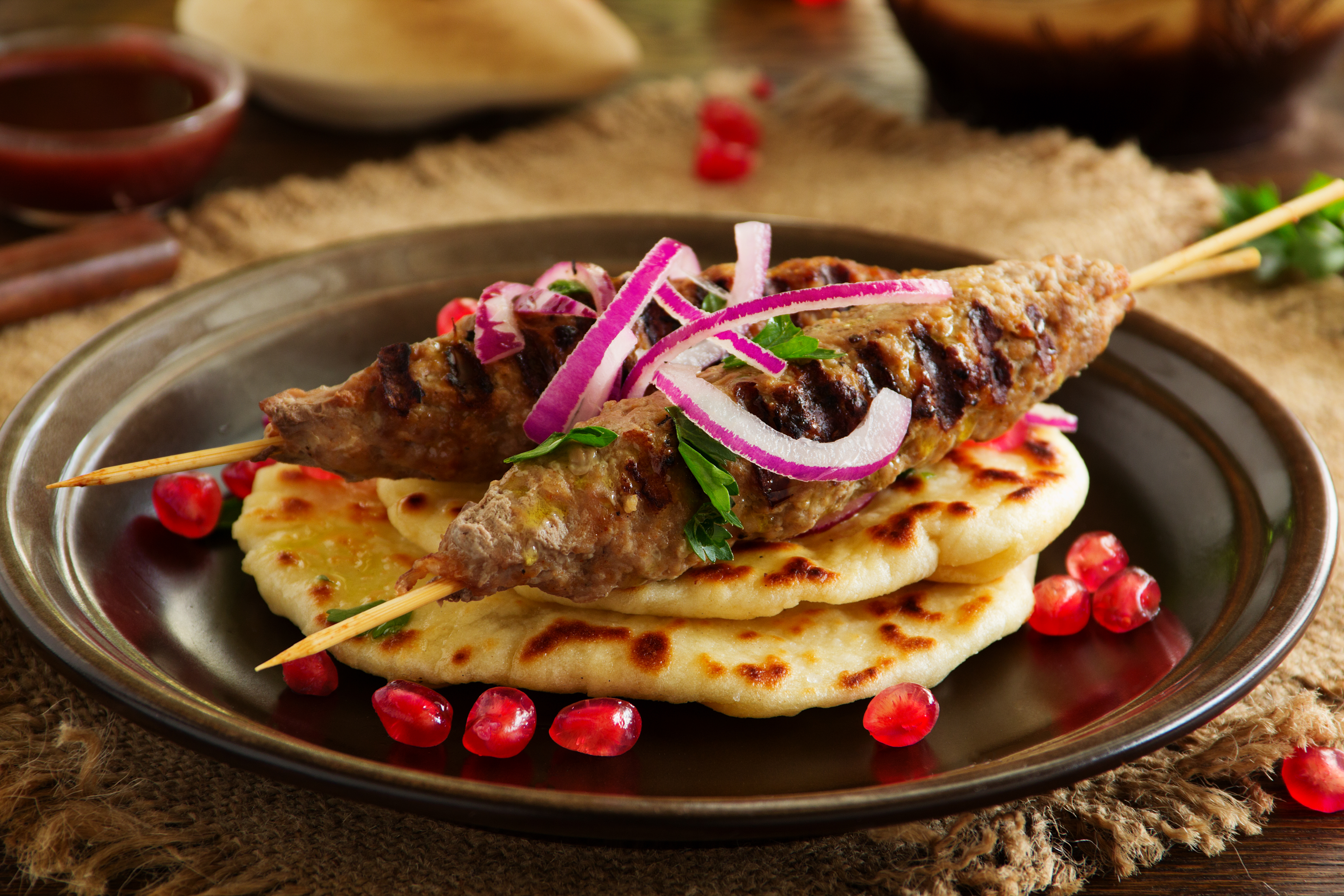
Lula kebab, en armensk kebabrätt med lammkebab och bröd.

Kebab (även kebap, kabob, kabab, Kebabu; från Akkadiskans kebabu) är en maträtt med ursprung i Mesopotamien samt länderna kring östra Medelhavet och Sydasien innehållande bitar av kött, fågel, fisk, eller grönsaker rostade eller grillade på spett.

## Historia

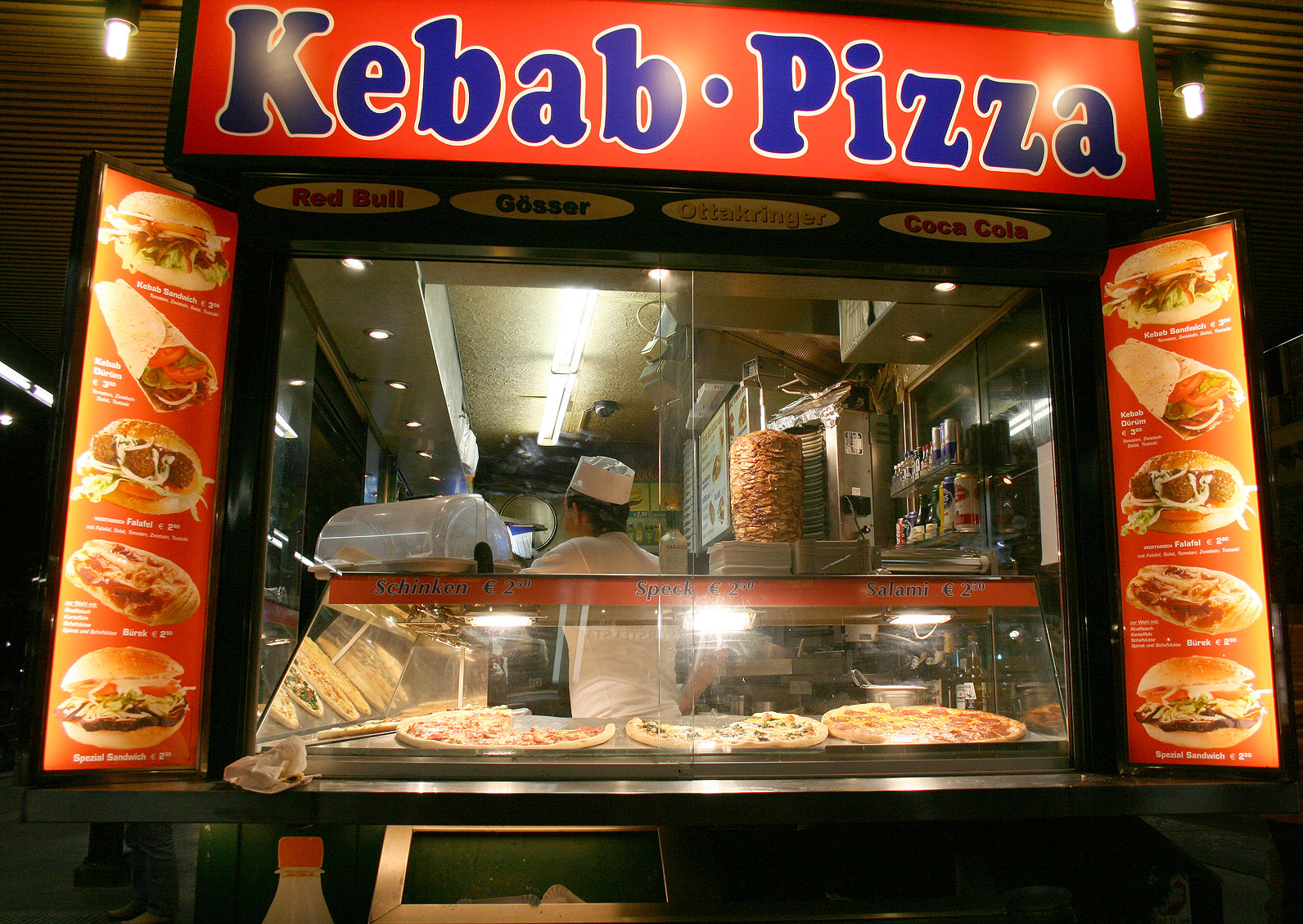
Kebabställen har blivit en del av gatubilden i bland annat Wien.

Kebaben har sitt ursprung i Akkadiska riket omkring 2300–2200 f.Kr. där det fanns en lång tradition av att servera grillat kött tillsammans med bröd.[källa behövs] Seden har sedan spridits runt till hela Mellanöstern.
Den tyske militären Helmuth von Moltke beskrev redan år 1836 under sitt besök i Turkiet hur han fick en middag bestående av små bitar kött som lagts in i bröd, något han beskrev som en mycket god och smakrik maträtt. Denna typ av kebab, Şiş Kebap, tillreddes fortfarande på en vanlig grill. Senare ska en kock vid namn Hamdi i Kastamonu börjat steka köttet på en lodrät ställning.
Decennier senare skapades den moderna dönern i Bursa och kom att kallas İskender Kebap efter sin uppfinnare İskender. Men huruvida dessa båda kockar är upphovsmän är osäkert då det finns många liknande rätter, däribland grekiska gyros och arabiska shawarma. I Istanbul började man sälja dönerkebab under 1940-talet men i mindre omfattning och först under 1960-talet fick det en större spridning till gatukök och kiosker.
Med turkiska immigranter spreds dönerkebaben till Västtyskland och Västberlin under 1970-talet där den avancerade till en att bli en av de mest populära måltiderna i gatuköken. Det finns flera som menar sig vara upphovsmän till dönerkebaben i Tyskland. En teori är att det var Mehmet Aygün som 1971 kom från Västtyskland till Turkiet och skapade den tyska/europeiska varianten av den turkiska kebaben. Från Västtyskland spred sig senare dönerkebaben vidare i Västeuropa.
Kebab som bestod av hela köttbitar kunde även serveras med ris eller möjligtvis bulgur och grönpeppar, medan pommes frites blivit vanligt först på senare tid. Under 1980-talet var kebab en exklusiv maträtt som serverades på restauranger i Turkiet och det var först senare som den blev streetfood.
En del restauranger och gatukök tillreder inte köttet själva utan får det levererat. Sedan 1980-talet har en industriell produktion av kebabkött vuxit fram och i Tyskland finns omkring 400 tillverkare.

### Historia i Sverige

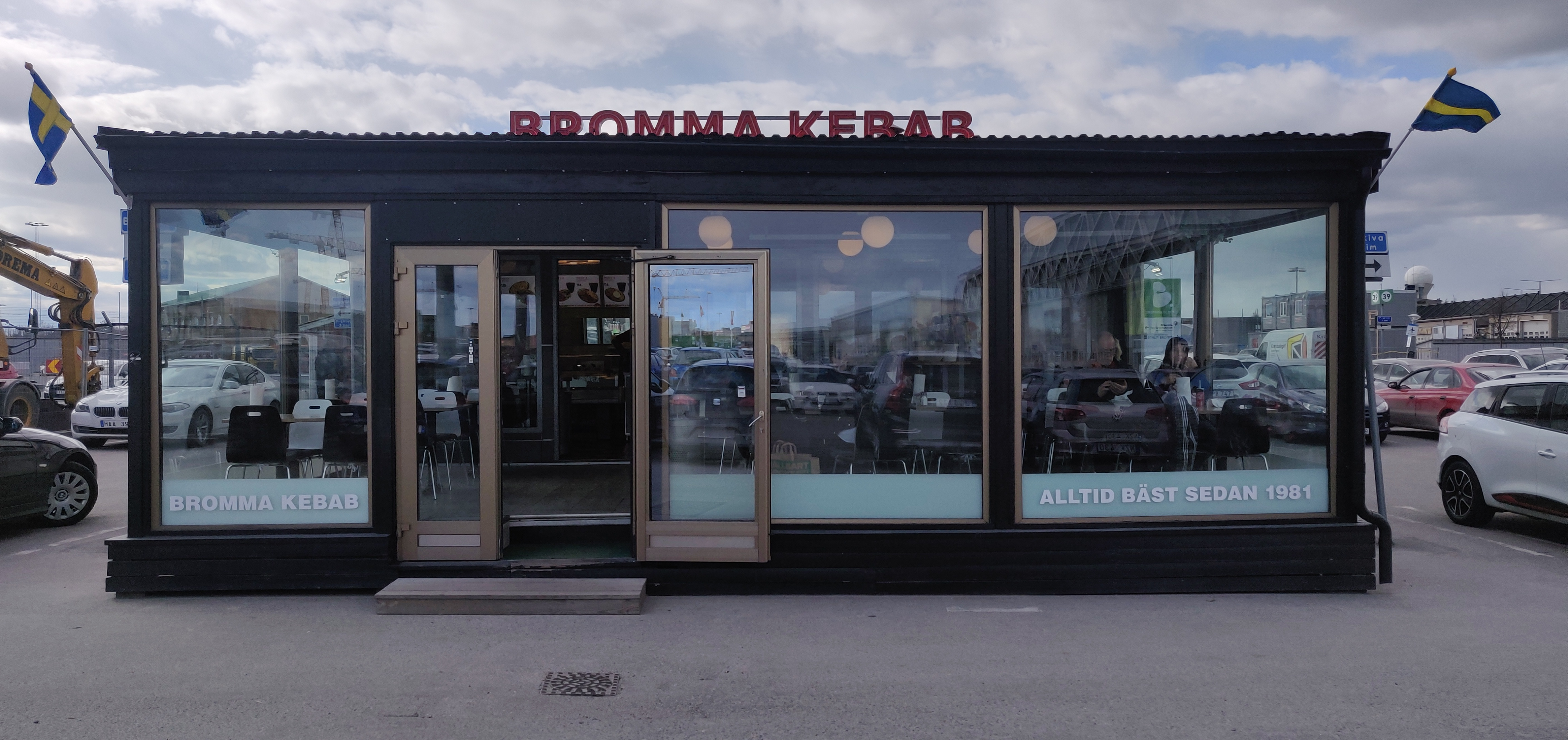
Bromma Kebab öppnade 1981.

I Sverige lanserades kebab parallellt av flera matställen under 1980. Tidigt ute var Kebab House i Uppsala (augusti 1980); Bromma Kebab i Bromma (oktober 1981). Andra tidiga kebabserveringar är Jerusalem Kebab och Izmir Kebab, de senare båda i Stockholm.  
Första kebabbaren i Linköping startades 1981.
En av Sveriges största tillverkare av kebab år 2014 var Eskilstunas kebabfabrik.

## Varianter

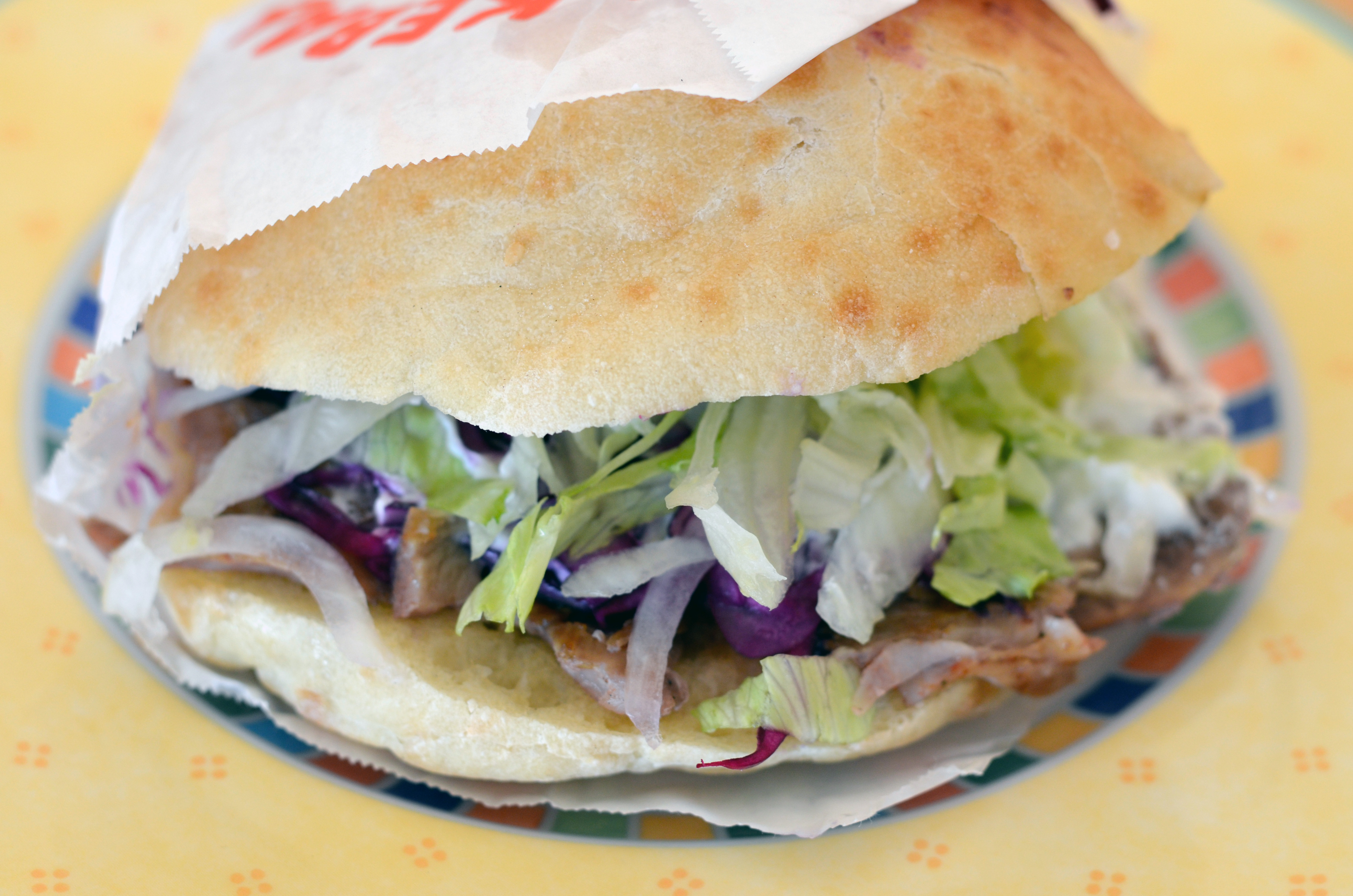
Döner kebab serverad i Tyskland.

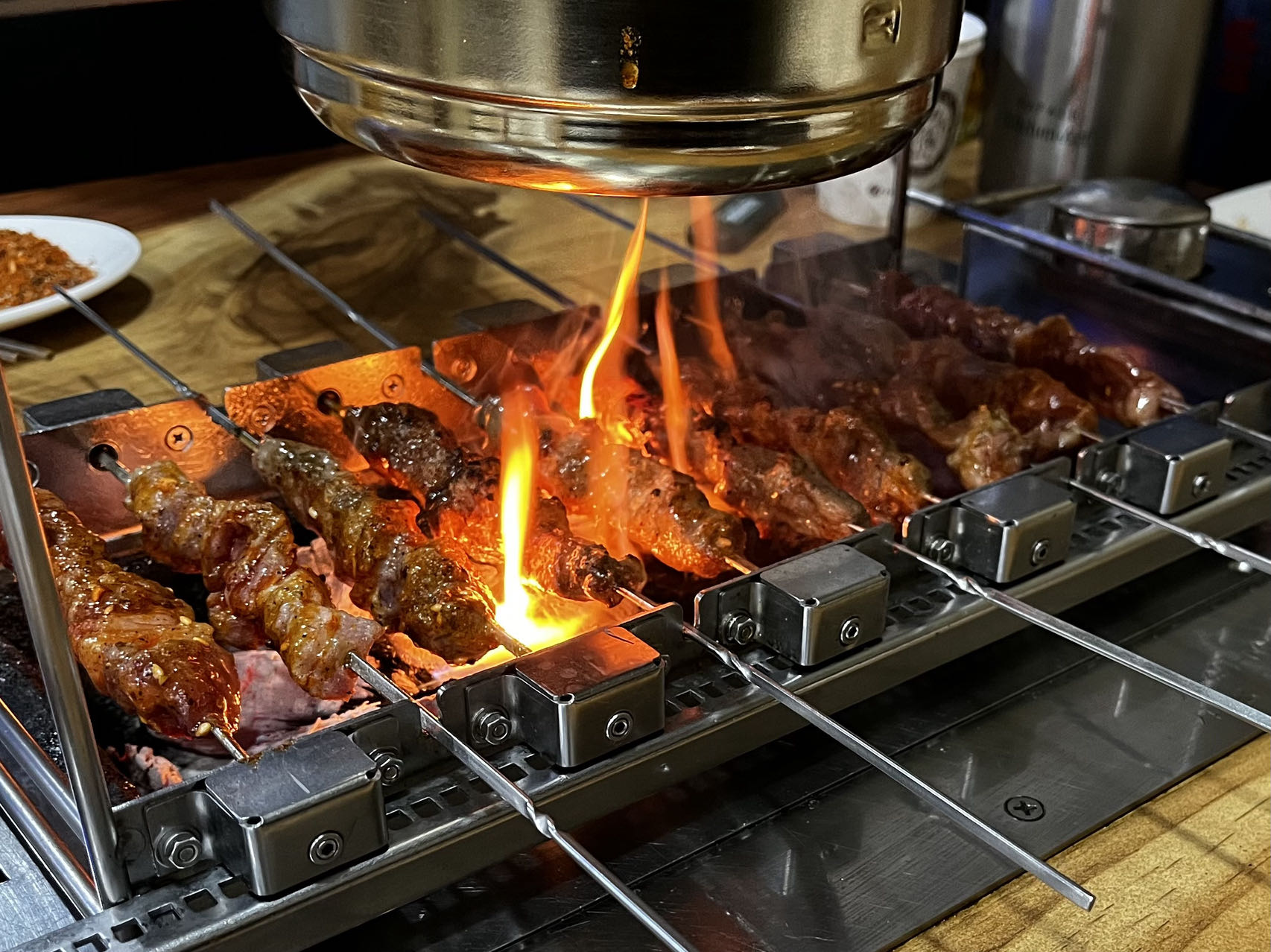
Shish kebab.

- Döner kebab (från turkiskans ord för att snurra) är malet eller skivat kött, ister och kryddor som pressats samman till en cylinder vilken roterande grillas i en kebabmaskin. Tunna remsor av köttet skärs av när det är färdigt. I Tyskland är döner kebab den mest förekommande kebabvarianten och serveras med ett hårdare bröd än det i Sverige vanliga pitabrödet. Ett stycke dönerkött består av flera lager kött som marinerats. Det brukar innehålla salt, kryddor, lök, olja, mjölk och yoghurt. Ett färdigt stycke som sedan ska strimlas väger vanligtvis mellan 20 och 40 kilo.

- Shish kebab är bitar av helt eller malet kött som marineras och grillas på små grillspett.

I Sverige avses vanligen med "kebab" en typ av snabbmat med ett pitabröd eller ett tunt flatbröd fyllt med dönerkött, lök, peperoni, sallad och sås. Även inlagda grönsaker och hackade örter kan förekomma. En annan vanlig variant är kebabtallrik, där köttet serveras med sallad, lök, såser och pommes frites, ris, bulgur eller potatismos. Kebabrulle är en större kebab som omges av en hoprullad pizzabotten eller en tunnbrödsrulle. Kebabskav används även som fyllning på vissa typer av pizza. Det finns flera typer av bearbetat kött att fylla i en kebab, som nötkött, lammkött, fläskkött eller kycklingkött. Om kebaben är av fläskkött kallas den ofta istället gyros. 2014 skapades världens första laxkebab.
Det finns skillnader mellan länder i Europa när det gäller kebab. Dessutom kan man hitta regionala skillnader inom Sverige, t.ex vad gäller förekomst av den röda såsen, av currysås, ättiksgurka, räksallad eller fetaost.

## Relaterade begrepp

### Kebabstock

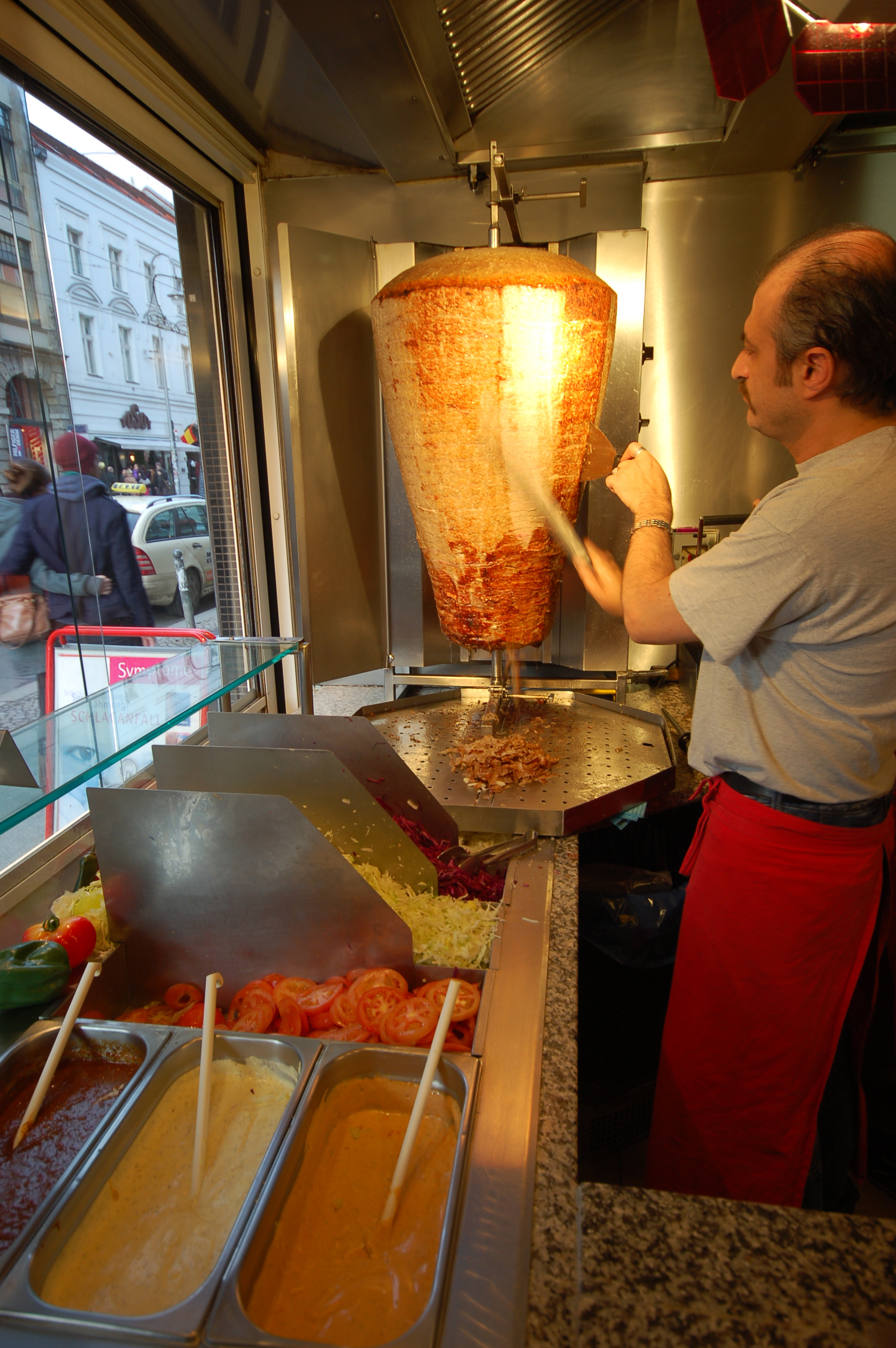
En kebabstock med skivor av kött i en kebabgrill.

En kebabstock är en cylinder av pressade skivor av kött (traditionellt lammkött i Turkiet) som används vid tillagning av döner kebab. Den monteras på ett vertikalt roterande spett i en grillanordning som kallas kebabgrill eller kebabmaskin. När det yttersta lagret på kebabstocken grillats klart skalar man av det i tunna remsor med en kebabskalare.

### Kebabgrill
En kebabgrill är en typ av grill man använder för att grilla en kebabstock. Den har elektriskt eller gasoldrivna vertikala element och ett roterande spett man sätter köttet på. Köttet roterar långsamt och man skär tunna skivor med en kebabskalare medan stocken roterar. Man kan även använda grillen vid tillagning av gyros eller turkisk dönerkebab, men då används tunna köttskivor som travats ovanpå varandra istället för den traditionella kebabstocken av pressat kött.

### Kebabskalare
En kebabskalare är ett verktyg som används för att strimla köttet från en långsamt roterande kebabstock. Det finns eldrivna och manuella varianter.

### Kebabkrydda
Kebabkrydda är en kryddblandning anpassad för kebabkött. Kebabkryddan liknar den så kallade grillkryddan men innehåller inget salt. Typiska kryddor i kebabkrydda är peppar, paprika, chili, spiskummin, oregano, koriander och lökpulver.

### Kebabsås
Kebabsås kan även användas på diverse andra snabbmatsrätter, såsom kebabpizza i Sverige. Traditionellt består kebabsåsen av en tomatbaserad sås. I länder som Turkiet är den stark, medan den är mildare när den förekommer i Sverige. I främst Stockholmsområdet serveras kebabrätter med två såser, en röd som är tomatbaserad och en vit vitlökssås. I större delen av övriga Sverige med en hemlig kebabsås som kan variera i smakstyrka och skiljer sig från vitlökssåsen förutom i konsistens. Särskilt i Norrbotten är det istället vanligt med orientdressing till kebabrätter och andra snabbmatsrätter.
Kebabsåser säljs numera även på burk och på flaska i de svenska livsmedelsbutikerna.